# Germanabenzeno
Germanabenzeno (C5H6Ge) é o composto representativo de um grupo de compostos orgânicos contendo na sua estrutura molecular um anel de benzeno com um átomo de carbono substituido por um átomo de germânio. Germanabenzeno (1) por si é instável mas derivados estáveis de naftaleno são produzíveis em laboratório tais como substâncias contendo 2-germananaftaleno representados à direita (2). A ligação do germânio ao carbono neste composto é protegida de seus reagentes potenciais por um grupo 2,4,6-tris[bis(trimetilsilil)metil]fenil ou Tbt. Este composto é aromático apenas como os outros representativos do grupo do carbono nos compostos silabenzenos e estanabenzenos.

1
2